# Corroded
Corroded (oftast skrivet CORRODED) är ett svenskt hårdrocksband från Ånge som bildades 2004. Debutalbumet Eleven Shades of Black gavs ut 2009.

## Biografi
Corroded bildades av Jens Westin och Peter Sjödin. Ett par medlemmar har under åren bytts ut, och den nuvarande sättningen har funnits sedan 2008. Corroded ligger på bolaget Ninetone Records och bandets debutplatta Eleven Shades of Black gavs ut 2009 och producerades av Patrik Frisk. 

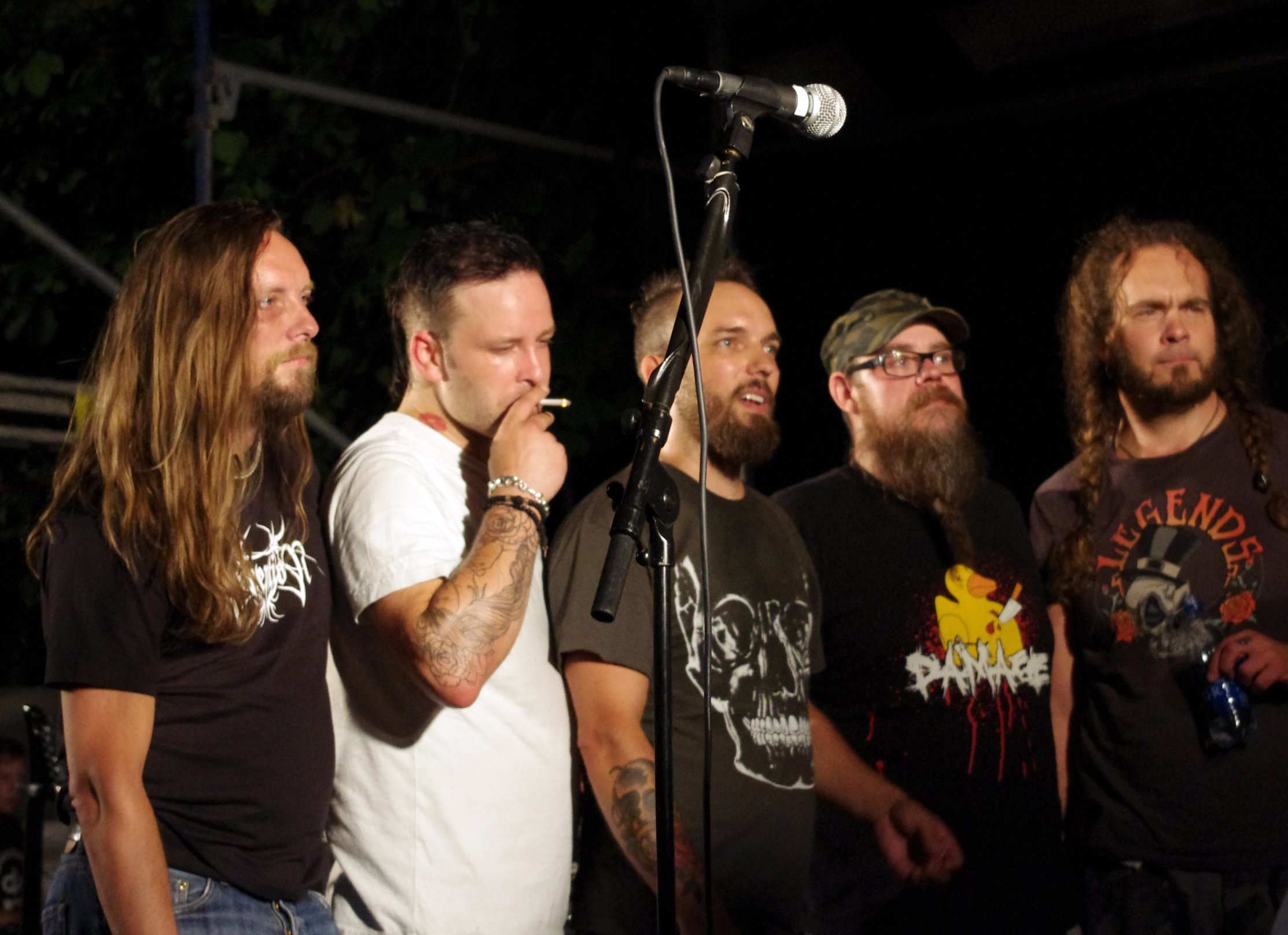
Corroded på Pretzeltown 2011 med dåvarande bandmedlemmar.

Bandet har spelat på flera festivaler i Sverige, bland annat Sweden Rock Festivals Nemis-scen, Rockweekend, Getaway Rock Festival, Putte i parken, Storsjöyran, Gatufesten, Metaltown, Rockstad: Falun, Skogsröjet, Arvikafestivalen och Dreamhack. De har också spelat på Helgeåfestivalen i Knislinge. Corroded har även gjort turnéer utomlands. Deras musik spelas bland annat på radiostationen Bandit Rock, och bandet vann priset som "Årets Svenska Genombrott" på Bandit Rock Awards 2009.
Under 2009 gjorde bandet en ny version av låten "Time and Again" vilken blev ledmotivet till Robinson Karibien på TV4. Bandets andra album Exit to Transfer, släpptes den 6 oktober 2010, även denna gång tillsammans med Ninetone Records och Patrik Frisk. Den första singeln från albumet, Piece By Piece, släpptes 25 augusti 2010. Den 15 oktober gick Exit to Transfer in som sexa på Sverigetopplistan och var det näst bäst säljande hårdrocksalbumet under utgivningsveckan.
Hösten 2019 åkte bandet ut på en stor Europaturné där bandet Mile även åkte med som support.

## Medlemmar
Nuvarande medlemmar
- Jens Westin – sång, gitarr (2004– )
- Bjarne Elvsgård – basgitarr (2008– )
- Per Soläng – trummor (2008– )
- Tomas Jacobis- gitarr (2013-2019, 2022- )[3]

Tidigare medlemmar
- Niklas Källström – basgitarr (2004–2008)
- Martin Källström – trummor (2004–2008)
- Fredrik Westin – gitarr (2006–2011)
- Tommy Rehn – gitarr (2011–2013)
- Peter Sjödin – gitarr (2004–2015)
- Sam Söderlindh – gitarr, bakgrundssång (2020-2022)

## Priser
- "Årets Svenska Genombrott" – Bandit Rock Awards 2010

## Diskografi
Studioalbum
- Eleven Shades of Black (2009)
- Exit to Transfer (2010)
- State of Disgrace (2012)
- Defcon Zero (2017)
- Bitter (2019)
- Plague (2023)

EP
- Heart of the Machine (2005)

Singlar
- "6 ft of Anger" (2009)
- "Time and Again" (2009)
- "Piece By Piece" (2010)
- "I Am the God" (2012)
- "Age of Rage" (2011) – Låten användes av EA Games för att marknadsföra spelet Battlefield Play4Free. (Guldskiva ifpi cert 5490)

Samlingsalbum
- X Years of Anger (2014)